# گرول‌اشتاین
شهر 'گرول‌اشتاین به المانی Gerolstein'در ایالت راینلند-فالتز در غرب المان در حدود ۴۰ کیلومتری کشور بلژیک واقع شده‌است، این شهر با دوون Daun در حدود ۲۰ کیلومتر و شهر پرووم Prüm در حدود ۲۱ کیلومتر فاصله دارد.
این شهر کوچک اما کامل دارای امکانات بیمارستان، ایستگاه قطار، مدرسه کار، ایستگاه پلیس و چندین مارکت هست. در این شهر کوچک تعداد قابل توجه خارجی هم زندگی می‌کنند که می‌توان به روس تبارها، اعراب سوری و افغانستانهای مقیم این شهر اشاره کرد.